# Sempervivum armenum
Sempervivum armenum là một loài thực vật có hoa trong họ Crassulaceae. Loài này được Boiss. & HUET miêu tả khoa học đầu tiên.